# Корраль-де-Бустос
Корраль-де-Бустос — Иффлинхер (исп. Corral de Bustos-Ifflinger), часто в неофициальной речи сокращаемый до Корраль-де-Бустос (исп. Corral de Bustos) — город и муниципалитет в департаменте Маркос-Хуарес провинции Кордова (Аргентина).

## История
В 1901 году немец Карл фон Иффлингер (нем. Carl von Ifflinger, в испанском прочтении — «Карлос вон Иффлинхер») получил от провинции Кордова разрешение основать в этом месте населённый пункт, названный его фамилией. Летом 1902 года здесь была построена железнодорожная станция, названная «Корраль-де-Бустос»; железнодорожная компания официально приобрела землю к югу от железнодорожных путей и начала продавать земельные участки под жилищное строительство. Населённый пункт развивался, и в 1975 году получил статус города с официальным названием «Корраль-де-Бустос — Иффлинхер»